# 恩格爾曼鎮區 (伊利諾伊州聖克萊爾縣)
恩格爾曼鎮區（英語：Engelmann Township）是位於美國伊利諾伊州聖克萊爾縣的一個行政鎮區。

## 地方資料
根據2010年美國人口普查的數據，恩格爾曼鎮區的面積為77.20平方千米，當中陸地面積為76.60平方千米，而水域面積為0.50平方千米。當地共有人口687人，而人口密度為每平方千米8.9人。